# Hüttau
Hüttau osztrák község Salzburg tartomány Sankt Johann im Pongau járásában. 2018 januárjában 1492 lakosa volt. 

## Elhelyezkedése

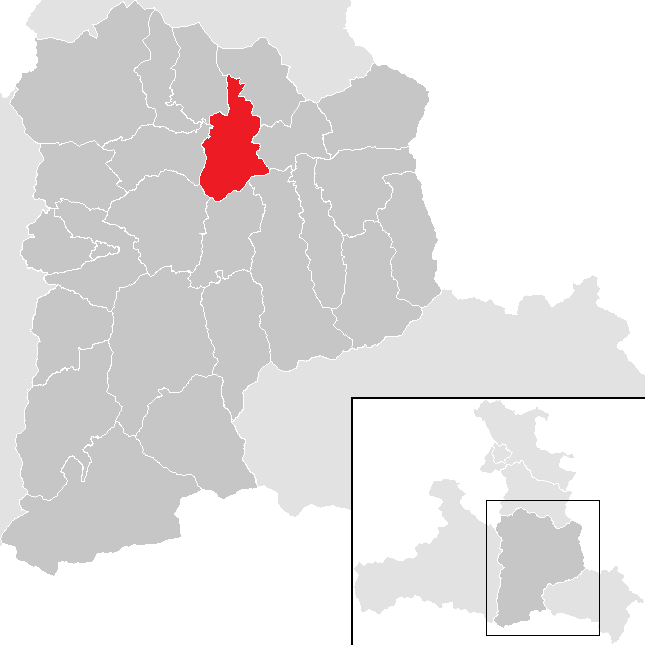
Hüttau a St. Johann im Pongau-i járásban

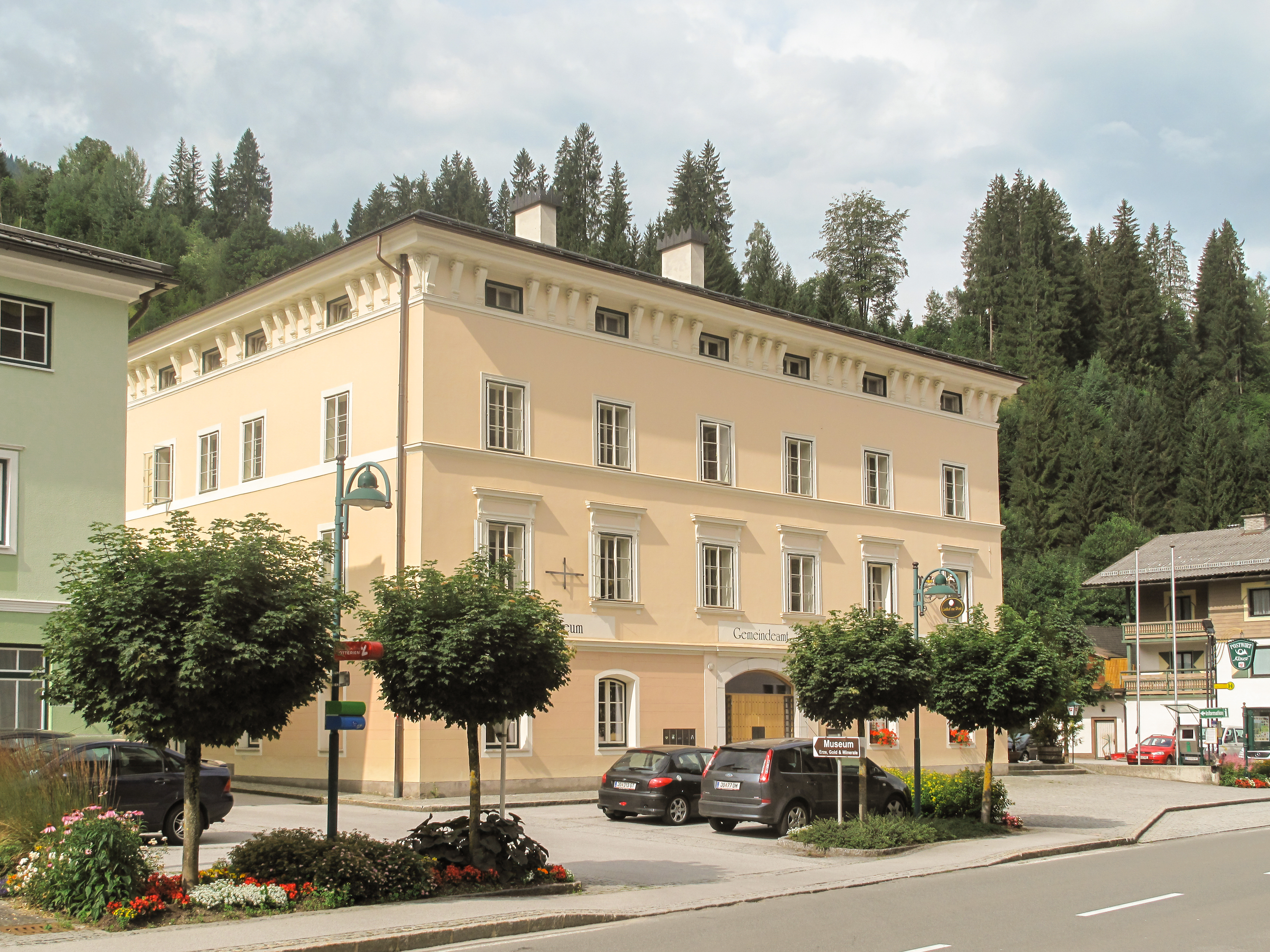
A községháza

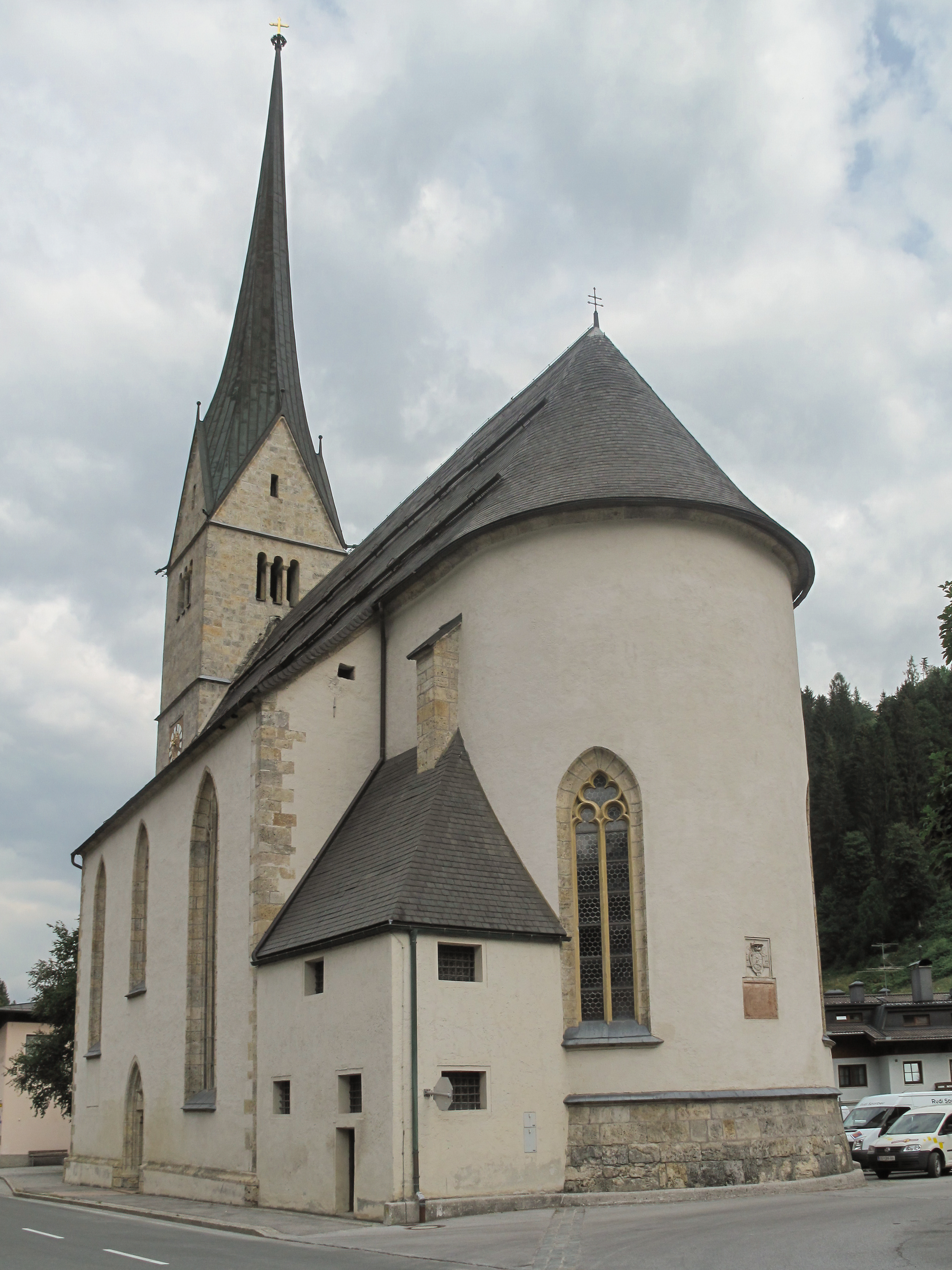
A Szt. Leonhard-plébániatemplom

Hüttau Salzburg tartomány Pongau régiójában fekszik a Fritzbach folyó mentén, az északi Tennen-hegység (Északi Mészkő-Alpok) és a déli Salzburgi Pala-Alpok között. Az önkormányzat 5 településrészt, illetve falut egyesít: Hüttau (410 lakos 2018-ban), Iglsbach (89), Sonnhalb (132), Sonnberg (708) és Bairau (153). 
A környező önkormányzatok: északkeletre Sankt Martin am Tennengebirge, keletre Eben im Pongau, délkeletre Flachau, délre Wagrain, délnyugatra Sankt Johann im Pongau, nyugatra Bischofshofen, északnyugatra Werfenweng.

## Története
A Fritzbach völgyét először 1074-ben említik, amikor Gebhard salzburgi érsek az admonti apátságnak adományozta. Hüttau neve először 1325-ben szerepel írásban, a kolostor urbáriumában. A 16-19. században gazdaságát a bányászat és ércfeldogozás jellemezte. 
Hüttau, Iglsbach és Sonnhalb a középkorban Werfen; Bairau és Sonnberg pedig Wagrain joghatósága alá tartozott. A községi önkormányzat 1850-ben alakult meg, 1856-ban pedig létrejött Hüttau önálló egyházközsége is. 

## Lakosság
A hüttaui önkormányzat területén 2017 januárjában 1492 fő élt. A lakosságszám 1951 óta 1500 körül mozog. 2016-ban a helybeliek 84,5%-a volt osztrák állampolgár; a külföldiek közül 1,8% a régi (2004 előtti), 5,9% az új EU-tagállamokból érkezett. 5,5% a volt Jugoszlávia (Szlovénia és Horvátország nélkül) vagy Törökország, 2,3% egyéb országok polgára. 2001-ben a lakosok 86,4%-a római katolikusnak, 1% evangélikusnak, 9% mohamedánnak, 2,2% pedig felekezet nélkülinek vallotta magát. Ugyanekkor 5 magyar élt a községben és a nagyobb nemzetiségi csoportokat a német (89,5%) mellett a horvátok (2,9%), bosnyákok (2%) és törökök (1,4%) alkották.  
A lakosság számának változása:

| 2016 | 1 504 |
| 2018 | 1 492 |

## Látnivalók
- a Szt. Leonhard-plébániatemplom
- a volt rézfeldolgozó és bányamúzeum
- a községháza épülete 1594-ben készült, ma múzeum és szálló is működik benne.

## Fordítás
- Ez a szócikk részben vagy egészben  a   Hüttau című német Wikipédia-szócikk ezen változatának fordításán alapul.  Az eredeti cikk szerkesztőit annak laptörténete sorolja fel. Ez a jelzés csupán a megfogalmazás eredetét és a szerzői jogokat jelzi, nem szolgál a cikkben szereplő információk forrásmegjelöléseként.